# Menganti (Rawalo)
Menganti is een bestuurslaag in het regentschap Banyumas van de provincie Midden-Java, Indonesië. Menganti telt 2910 inwoners (volkstelling 2010).